# Erich Segal

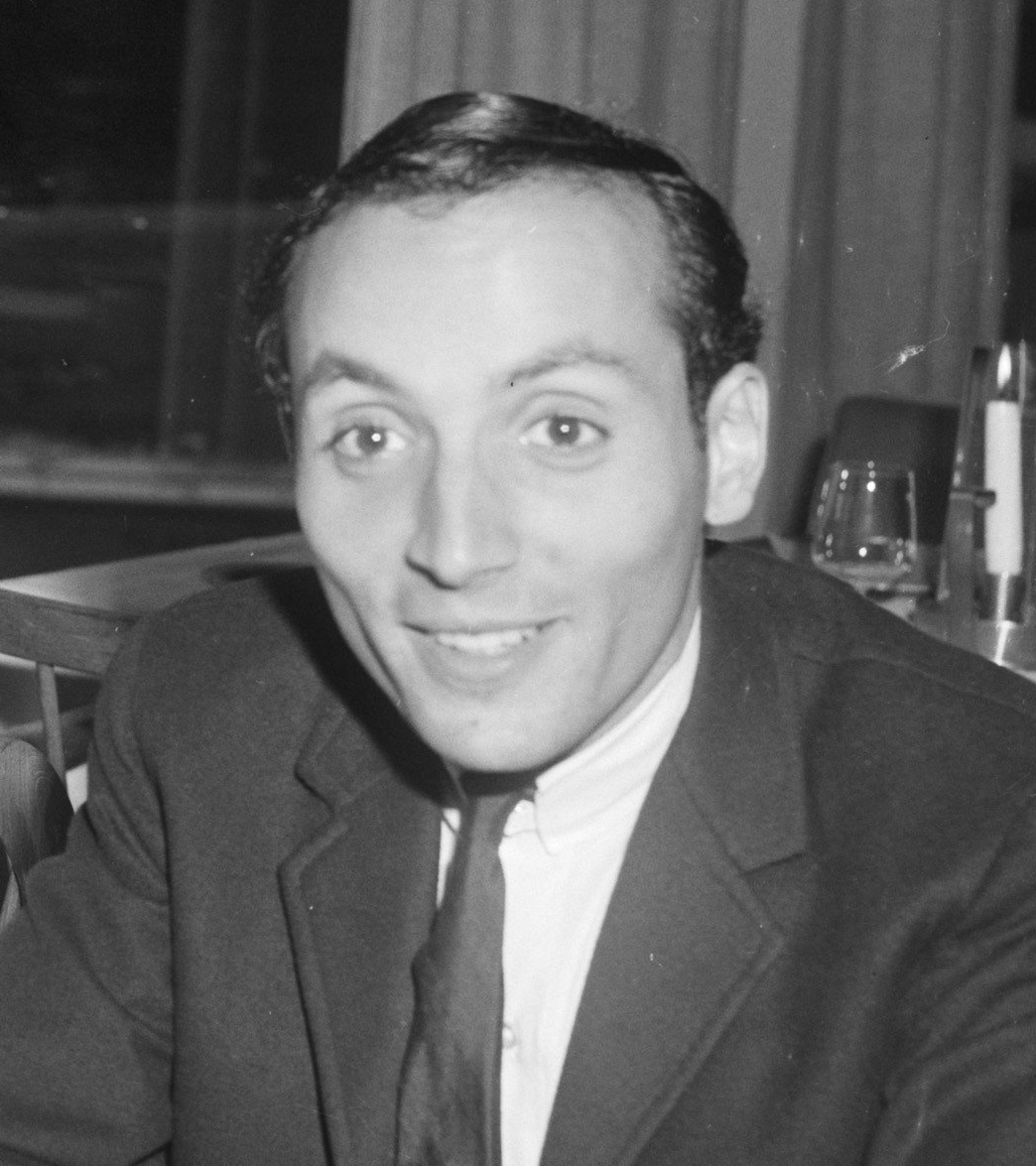
Erich Segal (1965)

Erich Wolf Segal (* 16. Juni 1937 in Brooklyn, New York City; † 17. Januar 2010 in London) war ein US-amerikanischer Klassischer Philologe, Bestseller- und Drehbuchautor.

## Leben
Erich Segal wurde als Sohn eines Rabbis geboren. 1955 nahm er ein Studium der klassischen Philologie an der Harvard-Universität auf, das er 1965 mit einer Promotion über antike klassische Komödien abschloss. Danach lehrte er als Gastdozent und Assistenz-Professor unter anderem an der Yale-Universität sowie an den Universitäten von München, Princeton, Tel Aviv und Dartmouth. In dieser Zeit veröffentlichte er literaturwissenschaftliche Werke. 1970 schaffte er den Durchbruch als Romanautor mit Love Story. Ab 1968 schrieb er Drehbücher zu mehreren erfolgreichen Filmen, unter anderem zu Yellow Submarine und auch zur Love-Story-Verfilmung. Bei den Olympischen Spielen 1972 in München und 1976 in Montreal kommentierte er, der frühere Marathonläufer, die Langstreckenwettkämpfe der Leichtathleten.
Sein Troja-Musical Sing Muse! wurde in 39 Vorstellungen auf einer Off-Broadway-Bühne aufgeführt.
Er starb im Alter von 72 Jahren an einem Herzinfarkt, nachdem er schon lange an Parkinson gelitten hatte. Segal war ab 1975 verheiratet. Eine seiner beiden Töchter ist die Journalistin Francesca Segal.

## Veröffentlichungen
Belletristik
- Love Story, OT: Love Story (1970), Übers. Isabella Nadolny, Hoffmann & Campe 1971 (Platz 1 der Spiegel-Bestsellerliste vom 10. Mai bis zum 29. August und vom 20. bis zum 26. September 1971)
- Olivers Story, OT: Oliver’s Story (1977), Übers. Allmuth E. Erbert, Hoffmann & Campe 1978
- Mann, Frau und Kind, OT: Man Woman and Child (1978), Übers. Isabella Nadolny, Piper Verlag 1980
- … und sie wollten die Welt verändern, OT: Class (1985), Übers. Christian Grote, Blanvalet 1986
- Die Ärzte, OT: Doctors (1988), Übers. Gisela Stege, Scherz Verlag 1990
  - auch als Die das Leben lieben veröffentlicht
- Die Gottesmänner, OT: Acts of Faith (1992), Übers. Gisela Stege, Scherz Verlag 1992
- Der Preis des Ruhms, OT: Prizes (1995), Übers. Gisela Stege, Scherz Verlag 1995
  - auch als Preis des Lebens veröffentlicht
- Only Love, OT: Only Love (1997), Übers. Michaela Link, Scherz Verlag 1999

Wissenschaftliche Werke
- Roman laughter, 1968
- Greek tragedy, 1983
- Oxford readings in Aristophanes, 1996
- The death of comedy, 2001
- Oxford readings in Menander, Plautus, and Terence, 2002

## Filmografie
Literarische Vorlage
- 1970: Love Story
- 1978: Olivers Story
- 1982: Herzen im Aufruhr (Man, woman and child)
- 1998: Nur die Liebe hält ewig (Only Love)

Drehbuch
- 1967: Yellow Submarine
- 1970: The Games
- 1970: Kampf den Talaren (R.P.M.)
- 1971: Jennifer On My Mind
- 1980: Jahreszeiten einer Ehe (A Change of Seasons)

Darsteller
- 1971: Neun im Fadenkreuz (Sans mobile apparent)